# Neocallimastigomycetes
Neocallimastigomycetes är en klass av svampar. Neocallimastigomycetes ingår i divisionen Neocallimastigomycota och riket svampar.
| Neocallimastigomycetes | \| \| Neocallimastigales \| \| \| \| |
|                        | \| \| Neocallimastigales \| \| \| \| |
|                        | Neocallimastigales                   |
|                        |                                      |

|  | Neocallimastigales |
|  |                    |